# Mullinahone
Mullinahone (Muileann na hUamhan) est un village du Comté de Tipperary en Irlande.
La population était de 372 habitants en 2006.